# Dirka po Franciji 1966
| Mesto | Ime                 | Država     | Čas          |
| ----- | ------------------- | ---------- | ------------ |
| 1     | Lucien Aimar        | Francija   | 117h 34' 21" |
| 2     | Jan Janssen         | Nizozemska | 1' 07"       |
| 3     | Raymond Poulidor    | Francija   | 2' 02"       |
| 4     | José-Antonio Momene | Španija    | 5' 19"       |
| 5     | Marcello Mugnaini   | Italija    | 5' 27"       |

Dirka po Franciji 1966 je bila 53. dirka po Franciji, ki je potekala leta 1966.

## Pregled
| Kategorije                          | Podatki       |
| ----------------------------------- | ------------- |
| Začetek-konec                       | Nancy - Pariz |
| Dolžina (km)                        | 4.322         |
| Število etap                        | 22            |
| Povprečna hitrost zmagovalca (km/h) | 36,760        |
| Kolesarjev                          | 130           |
| Tekmo končalo                       | 82            |